# العلاقات الجنوب إفريقية السيشلية
العلاقات الجنوب أفريقية السيشلية هي العلاقات الثنائية التي تجمع بين جنوب أفريقيا وسيشل.

## مقارنة بين البلدين
هذه مقارنة عامة ومرجعية للدولتين:
| وجه المقارنة                                              | جنوب أفريقيا | سيشل                                                |
| --------------------------------------------------------- | --- | --------------------------------------------------- |
| المساحة (كم2)                                             | 1.22 مليون | 459                                                 |
| عدد السكان (نسمة)                                         | 57.73 مليون | 95.84 ألف                                           |
| الكثافة السكانية (ن./كم²)                                 | 47.32 | 20.88 ألف                                           |
| العاصمة                                                   | بريتوريا، بلومفونتين، كيب تاون | فيكتوريا                                            |
| اللغة الرسمية                                             | لغة إنجليزية، اللغة الأفريقانية، اللغة النديبلي الجنوبية، اللغة السوثو الشمالية، اللغة السوتية، لغة سوازي، اللغة التسونجا، اللغة التسوانية، اللغة الفيندية، اللغة الكوسية، اللغة الزولوية | لغة فرنسية، لغة إنجليزية، اللغة الكريولية السيشيلية |
| العملة                                                    | راند جنوب أفريقي | روبية سيشلية                                        |
| الناتج المحلي الإجمالي (بليون دولار)                      | 349.42 مليار | 1.49 مليار                                          |
| الناتج المحلي الإجمالي (تعادل القوة الشرائية) بليون دولار | 725.91 مليار | 2.54 مليار                                          |
| الناتج المحلي الإجمالي الاسمي للفرد دولار أمريكي          | 5.72 ألف | 15.48 ألف                                           |
| الناتج المحلي الإجمالي للفرد دولار أمريكي                 | 13.05 ألف | 26.42 ألف                                           |
| مؤشر التنمية البشرية                                      | 0.666 | 0.772                                               |
| رمز المكالمات الدولي                                      | +27 | +248                                                |
| رمز الإنترنت                                              | .za | .sc                                                 |
| المنطقة الزمنية                                           | ت ع م+02:00، أفريقيا/جوهانسبرغ ‏ | ت ع م+04:00                                         |

## منظمات دولية مشتركة
يشترك البلدان في عضوية مجموعة من المنظمات الدولية، منها:
| علم المنظمة | اسم المنظمة                                 | تاريخ انضمام جنوب أفريقيا | تاريخ انضمام سيشل |
| ----------- | ------------------------------------------- | ------------------------- | ----------------- |
|             | يونسكو                                      | 4 نوفمبر 1946             | 18 أكتوبر 1976    |
|             | وكالة ضمان الاستثمار متعدد الأطراف          | 10 مارس 1994              | 15 سبتمبر 1992    |
|             | الأمم المتحدة                               | 7 نوفمبر 1945             | 21 سبتمبر 1976    |
|             | مجموعة دول أفريقيا والكاريبي والمحيط الهادئ | ?                         | ?                 |
|             | دول الكومنولث                               | 11 ديسمبر 1931            | 1976              |
|             | الفريق المعني برصد الأرض                    | ?                         | ?                 |
|             | مجموعة التنمية لأفريقيا الجنوبية            | ?                         | ?                 |
|             | الاتحاد البريدي العالمي                     | ?                         | ?                 |
|             | البنك الدولي للإنشاء والتعمير               | 27 ديسمبر 1945            | 29 سبتمبر 1980    |
|             | الاتحاد الدولي للاتصالات                    | 1910                      | 17 سبتمبر 1999    |
|             | منظمة حظر الأسلحة الكيميائية                | ?                         | 29 أبريل 1997     |
|             | مؤسسة التمويل الدولية                       | 3 أبريل 1957              | 11 يونيو 1981     |
|             | منظمة الشرطة الجنائية الدولية               | ?                         | 1 سبتمبر 1977     |
|             | الاتحاد الأفريقي                            | 6 يونيو 1994              | ?                 |
|             | البنك الإفريقي للتنمية                      | ?                         | ?                 |

## وصلات خارجية
- موقع وزارة الخارجية الجنوب أفريقية
- موقع وزارة الخارجية السيشلية